# Gary E. Luck

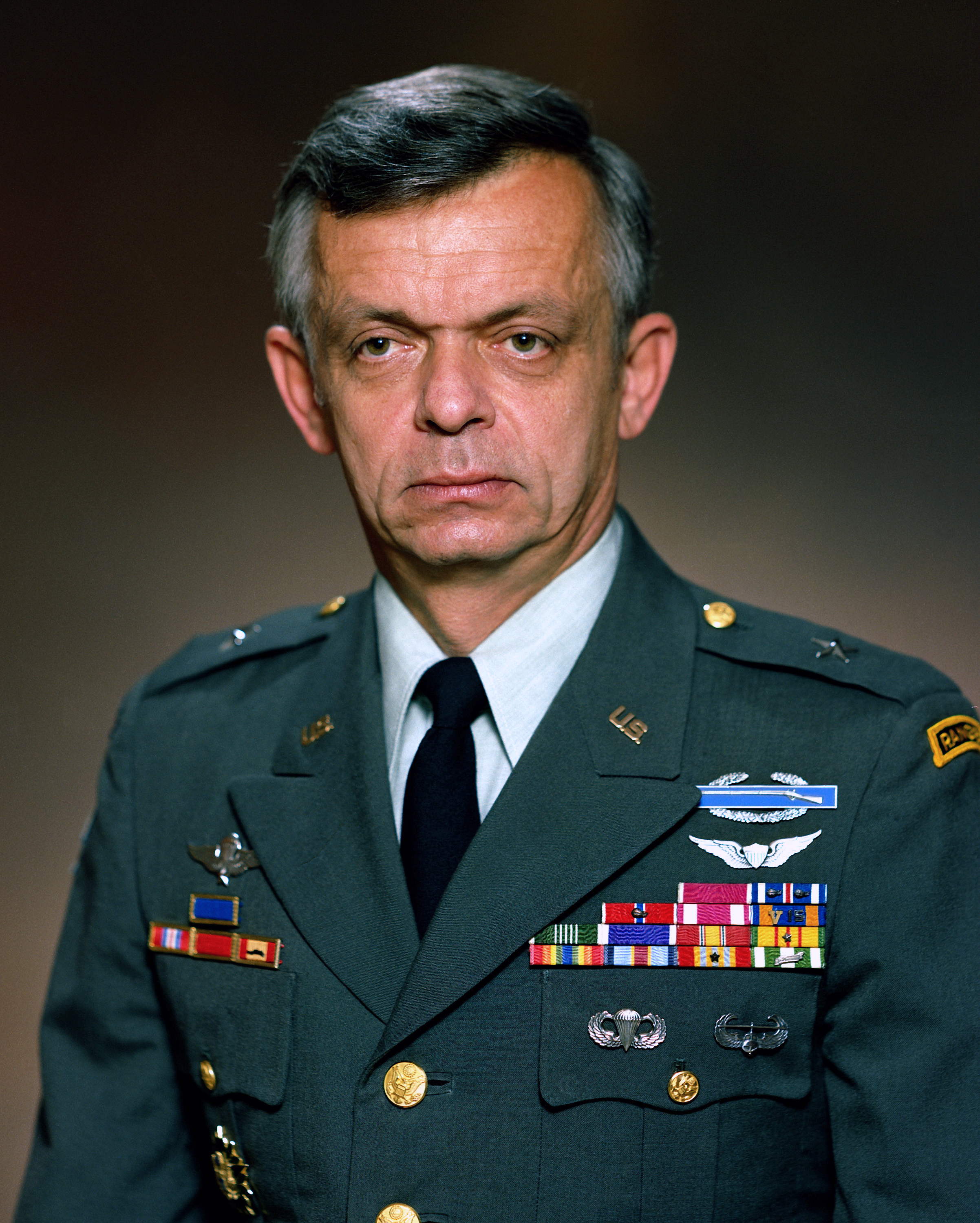
Gary E. Luck (1983)

Gary Edward Luck (* 5. August 1937 in Alma, Gratiot County, Michigan; † 14. August 2024 in Niceville, Florida) war ein General der United States Army.

## Leben und Wirken
Über das ROTC-Programm der Kansas State University gelangte Gary Luck im Jahr 1959 als Leutnant in das Offizierskorps des US-Heeres. In der Armee durchlief er anschließend alle Offiziersränge vom Leutnant bis zum Vier-Sterne-General. Im Lauf seiner militärischen Karriere absolvierte Luck verschiedene Kurse und Schulungen. Dazu gehörten unter anderem das Armed Forces Staff College und das United States Army War College. Außerdem erhielt er akademische Grade von der Florida State University und der George Washington University.
In seinen jüngeren Jahren absolvierte er den für Offiziere in den entsprechenden Rangstufen üblichen Dienst in verschiedenen Einheiten und Standorten. Dabei war er auch im Vietnamkrieg eingesetzt. In den Jahren 1979 bis 1981 kommandierte er die 2. Brigade der in Deutschland stationiertem 8. Infanteriedivision. Danach war er bis 1982 Stabschef bei der United States Army Europe (USAREUR) in Heidelberg. Anschließend wurde er zur Stabsabteilung G3 (Operationen und Planungen) im Heeresministerium in Washington, D.C. versetzt, wo er bis 1984 verblieb. Daran schloss sich eine Versetzung zum Stab der 101. Luftlandedivision an.
Im August 1985 übernahm Gary Luck als Nachfolger von Henry Doctor den Oberbefehl über die in Südkorea stationierte 2. Infanteriedivision, den er bis zum Dezember des gleichen Jahres innehatte. Zwischen Januar 1987 und Dezember 1989 kommandierte Luck das United States Joint Special Operations Command in Fort Bragg, gelegen in North Carolina, und danach bis 1990 das United States Army Special Operations Command. Anschließend wurde er zum neuen Kommandeur des XVIII. Luftlandekorps ernannt, mit dem er im Zweiten Golfkrieg eingesetzt war. Diesen Posten bekleidete er bis zum Jahr 1993. Danach kehrte er nach Südkorea zurück, wo er das Kommando über die dortigen amerikanischen Truppen United States Forces Korea und das United Nations Command erhielt. Dieses Kommando behielt er bis zu seiner Pensionierung im Jahr 1996.
Auch nach dem Ende seiner Militärzeit befasste sich Gary Luck mit militärischen Angelegenheiten. So war er unter anderem in beratender Funktion für das Verteidigungsministerium der Vereinigten Staaten tätig. Im Jahr 2005 war er im Irak, um die Möglichkeiten der Etablierung einer demokratischen Regierung des Landes zu erkunden und gleichzeitig den Abzug der alliierten Streitkräfte vorzubereiten.

## Orden und Auszeichnungen
Gary Luck erhielt im Lauf seiner militärischen Laufbahn unter anderem folgende Auszeichnungen:
- Defense Distinguished Service Medal
- Army Distinguished Service Medal
- Legion of Merit
- Bronze Star Medal
- Distinguished Flying Cross
- Purple Heart
- Meritorious Service Medal
- Air Medal
- Army Commendation Medal
- Presidential Unit Citation
- Valorous Unit Award
- Meritorious Unit Commendation
- National Defense Service Medal
- Vietnam Service Medal
- Southwest Asia Service Medal
- Humanitarian Service Medal
- Armed Forces Honor Medal (Südvietnam)
- Orden der Ehrenlegion (Frankreich)
- Gallantry Cross (Südvietnam)
- Vietnam Campaign Medal (Südvietnam)
- Kuwait Liberation Medal (Saudi-Arabien)